# Aki Avni

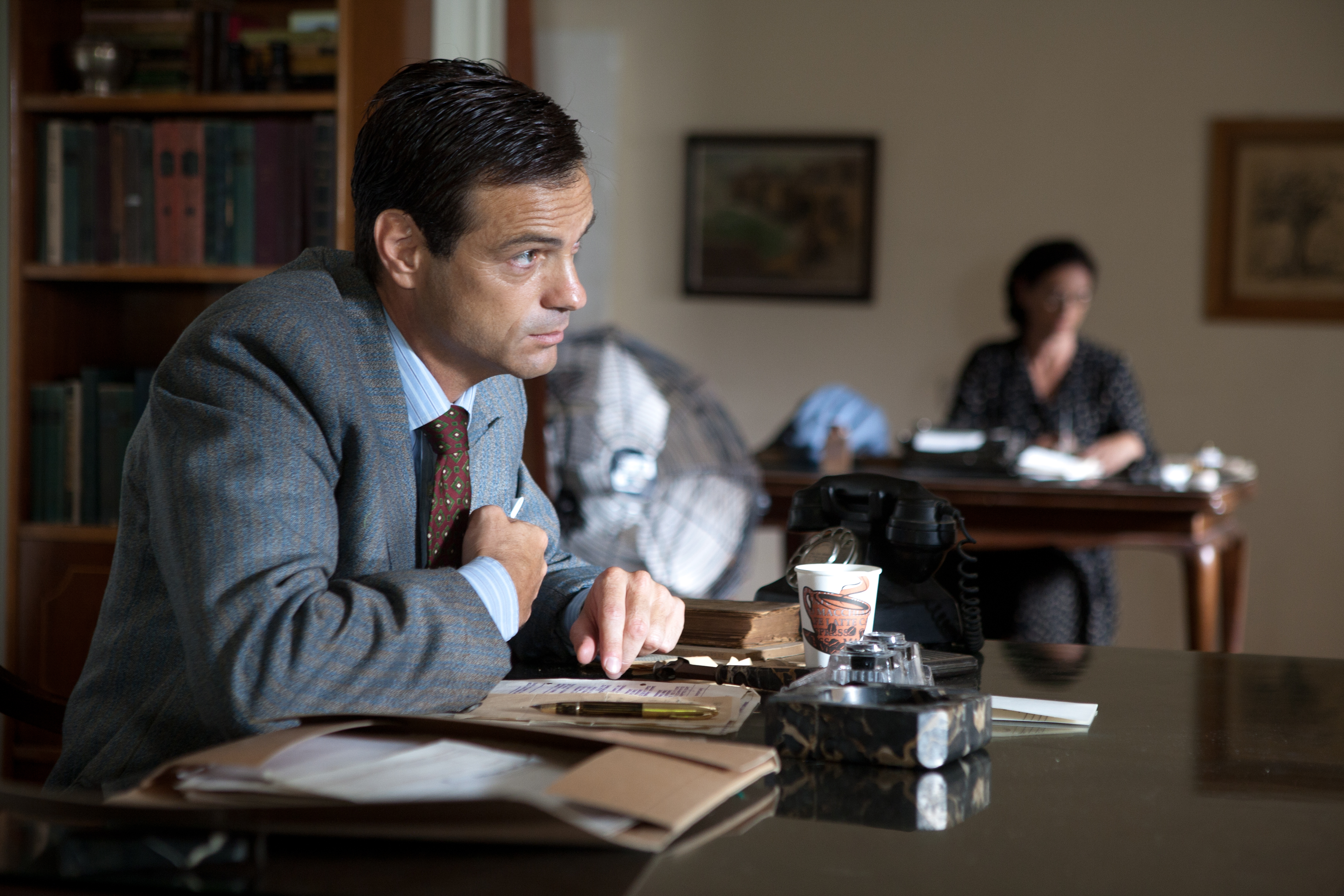
Aki Avni (Filmszene 2010)

Aki Avni (hebräisch אקי אבני; geboren 1967 in Rehovot, Israel) ist ein israelischer Schauspieler.
Avni wurde in Rehovot, Israel, geboren und wuchs dort auf. Während seiner Schulzeit trat er in seiner Heimatstadt in Shows auf und startete eine Modelkarriere. Von 1985 bis 1988 leistete er seinen Militärdienst bei der israelischen Luftwaffe ab und wurde im Rang eines Sergeanten entlassen.
Ab 1994 moderierte Avni auf dem neuen Kanal 2 die Dating-Show „Stutz“ (Fling) und trat im Musical „Pachot o Yoter“ (Mehr oder weniger, die israelische Version von „Der Preis ist heiß“) auf. 1995 moderierte er zusammen mit Michaela Bercu den Kdam Eurovision, trat im Film „Sachkanim“ (Schauspieler) und im Musical Grease auf und spielte die Hauptrolle im Musical West Side Story. Er moderierte die Wahl zur Miss Israel und andere Schönheitswettbewerbe.
Im Jahr 2000 gewann er den Ophir Award als bester Schauspieler.

## Filmografie (Auswahl)
- Free Zone
- Universal Soldier: Regeneration
- Lauschangriff – My Mom’s New Boyfriend